# Дарко Бабаљ
Дарко Бабаљ (Сарајево, 1974) српски је политичар, функционер Српске демократске странке, актуелни српски делегат у Дому народа Парламентарне скупштине Босне и Херцеговине и новоизабрани народни посланик у Народној скупштини Републике Српске.

## Биографија
Дарко Бабаљ рођен је 1974. године у Сарајеву. Након завршетка основне и средње школе, 2001. године уписује Вишу школу за спортски менаџмент у Београду, а потом и Факултет за услужни бизнис у Новом Саду, 2007. године. Српској демократској странци се прикључио када је имао само 17 година, 1991. године. Био је учесник Одбрамбено-отаџбинског рата од 1992. до 1995. године. У периоду од 2004. до 2008. године био је начелник општине Источна Илиџа и председник Скупштине града Источно Сарајево у периоду од 2008. до 2010. године. Након 2010. године постаје посланик у Парламентарној скупштини Босне и Херцеговине.
Тренутно је на функцији председника Градског одбора Источно Сарајево и члан Главног одбора Српске демократске странке, а од 2017. године и и председник ОО Српске демократске странке Источна Илиџа.

## Породица и приватан живот
Живи у Источном Сарајеву, са супругом Аном, са којом има двоје деце, Милоша и Андреју. Поред посла у политици, води породични посао, галерију слика Бизантија у Источном Сарајеву.